# Richard Gott
Pour les articles homonymes, voir Gott.
Richard Willoughby Gott, né le 28 octobre 1938 à Aston Tirrold, dans l'Oxfordshire (Angleterre), est un journaliste et historien britannique.

## Biographie
Il a principalement écrit sur l'Amérique latine. Ancien correspondant du journal The Guardian, Il a démissionné du The Guardian en 1994 après avoir été accusé d'être un «agent d'influence» soviétique, une étiquette que Gott a niée. 
Il est actuellement chercheur honoraire à l'Institut pour l'étude des Amériques de l'université de Londres. 
Dans les années 1960, il est l'auteur de Guerrilla Movements in Latin America, qui fait toujours référence sur ce sujet.
En 1967, Gott était en Bolivie comme pigiste du Guardian pour couvrir la capture et la mort de Che Guevara. Il a contribué à l'identification du corps 4 à 5 heures après la mort de Guevara, qu'il avait rencontré en 1963 à La Havane.

## Ouvrages
- Hugo Chávez and the Bolivarian Revolution (2005), Verso.  (ISBN 1-84467-533-5)
- Cuba: A New History (2004) Yale University Press, New Haven.  (ISBN 0-300-10411-1)
- In the Shadow of the Liberator: The Impact of Hugo Chávez on Venezuela and Latin America (2001), Verso.  (ISBN 1-85984-365-4)
- The Appeasers (2000, with Martin Gilbert) Phoenix Press.  (ISBN 1-84212-050-6)
- Guerrilla movements in Latin America (1970), Thomas Nelson